# Varanus citrinus
Varanus citrinus — вид плазунів із родини варанових (Varanidae).

## Етимологія
Видовий епітет citrinus означає «лимонний» і стосується яскраво-жовтого горла самців нового виду.

## Біоморфологічна характеристика
Для виявлено нового виду використано однонуклеотидний поліморфізм мітохондріальних послідовностей і морфологічні дані.

## Середовище проживання
Зустрічається тільки в басейнах річок Макартур і Калверт (затока Карпентарія)